# Shivani
Gaura Pant (Rajkot, 17 de outubro de 1923 – Nova Délhi, 21 de março de 2003), mais conhecida como Shivani, foi uma escritora híndi do século XX e pioneira na escrita de ficção centrada na mulher indiana. Em 1982, recebeu o prêmio Padma Shri por sua contribuição à literatura híndi.
Shivani conquistou seguidores na era pré-televisão dos anos 1960 e 1970, e suas obras literárias, como Krishnakali, foram serializadas em revistas tais quais Dharmyug [en] e Saptahik Hindustan. Por meio de seus escritos, também foi capaz de tornar conhecida a cultura de kumaon [en] aos falantes de híndi. Seu romance Kariye Chima foi transformado em filme, enquanto outras obras de sua autoria, incluindo-se aí Surangma, Rativilaap, Mera Beta e Teesra Beta, tornaram-se seriados de televisão.

## Início de vida

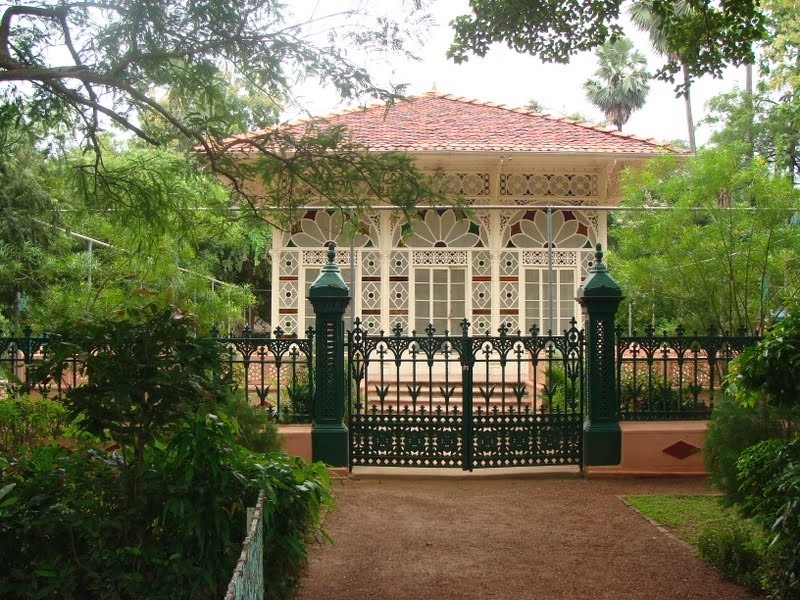
Localidade na Universidade Visva-Bharati, onde Shivani estudou por nove anos

Gaura "Shivani" Pant nasceu em Rajkot, no estado indiano do Gujarate, em 17 de outubro de 1923, no dia do Dashain. Lá seu seu pai era professor no estado principesco de Rajkot. Shivani era uma brâmane kumaoni [en]. Sua mãe era estudiosa de sânscrito e foi a primeira aluna do Mahila Vidyalaya, um internato feminino localizado em Lucknow, capital de Utar Pradexe. Mais tarde, seu pai tornou-se dewan [en] do nababo de Rampur e membro do Conselho de Advogados do Vice-Rei, posteriormente mudando-se junto de sua família para o estado principesco de Orchha, onde passou a ocupar um importante cargo. Nesse sentido, Shivani recebeu em sua infância influências desses variados locais, bem como testemunhou o papel social feminino de sua época, o que se refletiu em grande parte de seus trabalhos.
Em 1935, aos 12 anos, Shivani teve sua primeira história publicada na revista infantil híndi Natkhat. Nesse mesmo ano, ela e seus irmãos foram enviados para estudar na Universidade Visva-Bharati [en], fundada por Rabindranath Tagore em Santiniketan [en]. Lá permaneceu por nove anos, graduando-se em 1943. Foi em tal universidade que Shivani deu início a sua escrita mais séria, demonstrando nela grande sensibilidade, o que é vividamente relatado em seu livro Amader Shantiniketan.

## Família
Shivani foi casada com Shuk Deo Pant, um professor que trabalhou no Departamento de Educação de Utar Pradexe, o que levou sua família a viajar para vários lugares, incluindo Alaabade e Nainital, antes de estabelecer-se em Lucknow, onde ela residiu até seus últimos dias de vida. Teve quatro filhos, sete netos e três bisnetos.
Seu marido morreu muito cedo, deixando-a para cuidar de seus quatro filhos. Shivani teve três filhas, Veena Joshi, Mrinal Pande [en] e Ira Pande, e um filho, Muktesh Pant [en].

## Carreira literária
Em 1951, teve seu conto Main Murga Hun ("Eu sou um frango", em tradução livre) publicado na revista Dharmyug sob o nome de Shivani. Publicou seu primeiro romance, Lal Haveli, nos anos 1960 e, nos dez anos seguintes, produziu vários importantes trabalhos, os quais foram serializados nessa mesma revista. Em 1982, Shivani recebeu o prêmio Padma Shri, a quarta maior honraria civil de seu país, por sua contribuição à literatura híndi [en].
Tendo sido uma escritora prolífica, sua bibliografia consiste em mais de 40 romances, muitos contos e centenas de artigos e ensaios. Suas obras mais famosas incluem Chaudah Phere, Krishnakali, Lal Haveli, Smashan Champa, Bharavi, Rati Vilap, Vishkanya e Apradhini. Também publicou descrições de suas viagens, como Yatriki, em que narra sua ida a Londres, e Chareivati, sobre a Rússia.
Ao final de sua vida, Shivani focou em escritos autobiográficos, materializados pela primeira vez em Shivani Ki Sresth Kahaniyan, seguido por memórias dividas em duas partes, Smriti Kalash e Sone De, cujos títulos fazem referência ao epitáfio do poeta urdu do século XVIII Nazeer Akbarabadi [en].
Continuou a escrever até seus últimos dias e morreu em 21 de março de 2003, em Nova Délhi, capital da Índia.

## Morte e legado
Por ocasião de seu falecimento, o Press Information Bureau [en] afirmou que "o mundo literário híndi perdeu uma romancista popular e eminente, e o vazio é difícil de preencher".
Em 2005, uma de suas filhas, a escritora híndi Ira Pande, publicou um livro de memórias baseado na vida de sua mãe, Shivani, intitulado Diddi: My Mother's Voice. Diddi é uma palavra de língua kumaoni que significa "irmã mais velha", e era assim que seus filhos a ela se referiam, por ser Shivani uma amiga para eles.

## Obras selecionadas
- Amader Shantiniketan (1999)
- Atithi (1991)
- Chal Khusaro Ghar Aapne (1998)
- Chareiveti
- Chir Swayamvara
- Ek Thi Ramrati (1998)
- Gainda
- Hey Dattatreya
- Jaalak (1999)
- Jharokha (1991)
- Kainja
- Kariya Cheema
- Kastoori Mrig
- Krishnaveni
- Manik
- Manimala Ki Hansi
- Mayapuri
- Pootonvali (1998)
- Rati Vilap
- Shivani Ki Mashhoor Kahaniyan
- Shivani Ki Sresth Kahaniyan
- Shmashan Champa (1997)
- Smriti Kalash
- Sunhu Taat Yeh Akath Kahani
- Surangma
- Swayam Sidha
- Up Preti
- Vatayan (1999)
- Vishkanya
- Yatrik (1999)[14]

### Traduções para o inglês
- Trust and Other Stories (1985)
- Krishnakali and Other Stories (1995)

### Obrason-line
- Laati, uma história por Shivani (em híndi)
- Lal Haveli, uma história por Shivani (em híndi)
- Piti Hui Got, uma história por Shivani (em híndi)